# Leichtathletik-Europameisterschaften 1986/Weitsprung der Männer

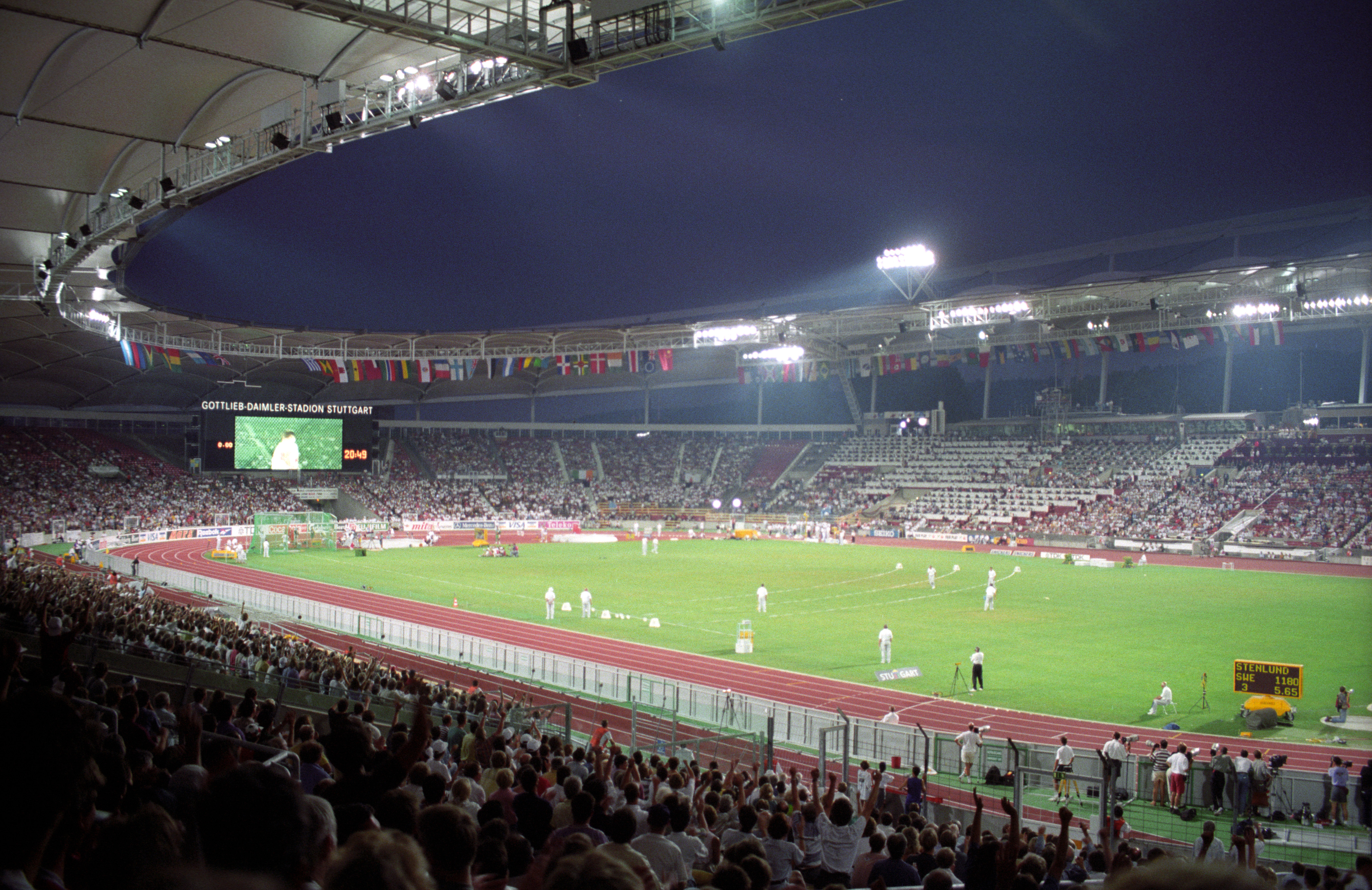
Das Stuttgarter Neckarstadion (heute MHPArena) bei den Leichtathletik-Weltmeisterschaften 1993

Der Weitsprung der Männer bei den Leichtathletik-Europameisterschaften 1986 wurde am 28. und 29. August 1986 im Stuttgarter Neckarstadion ausgetragen.
In diesem Wettbewerb erzielten die sowjetischen Weitspringer einen Doppelsieg. Europameister wurde Europarekordinhaber Robert Emmijan. Er gewann vor Serhij Lajewskyj. Bronze ging an den italienischen Olympiadritten von 1984 Giovanni Evangelisti.

## Rekorde

### Bestehende Rekorde
| Weltrekord           | 8,90 m | Bob Beamon      | OS Mexiko-Stadt, Mexiko              | 18. Oktober 1968  |
| Europarekord         | 8,61 m | Robert Emmijan  | Moskau, Sowjetunion (heute Russland) | 6. Juli 1986      |
| Meisterschaftsrekord | 8,25 m | Lutz Dombrowski | EM Athen, Griechenland               | 8. September 1982 |

### Rekordverbesserung
Der sowjetischen Europameister Robert Emmijan verbesserte den bestehenden EM-Rekord im Finale am 29. August um sechzehn Zentimeter auf 8,41 m. Zu seinem eigenen Europarekord fehlten ihm zwanzig Zentimeter, zum Weltrekord 49 Zentimeter.

## Windbedingungen
In den folgenden Ergebnisübersichten sind die Windbedingungen zu den jeweils besten Sprüngen benannt. Der erlaubte Grenzwert liegt bei zwei Metern pro Sekunde. Bei stärkerer Windunterstützung wird die Weite für den Wettkampf gewertet, findet jedoch keinen Eingang in Rekord- und Bestenlisten.

## Legende
Kurze Übersicht zur Bedeutung der Symbolik – so üblicherweise auch in sonstigen Veröffentlichungen verwendet:
| CR  | Championshiprekord                          |
| NWI | keine Windinformation (No Wind Information) |

## Qualifikation
28. August 1986
Achtzehn Wettbewerber traten in zwei Gruppen zur Qualifikationsrunde an. Sieben von ihnen (hellblau unterlegt) übertrafen die Qualifikationsweite für den direkten Finaleinzug von 7,80 m. Damit war die Mindestzahl von zwölf Finalteilnehmern nicht erreicht. Das Finalfeld wurde mit den fünf nächstplatzierten Sportlern (hellgrün unterlegt) auf zwölf Springer aufgefüllt. So reichten für die Finalteilnahme schließlich 7,70 m.

### Gruppe A
| Platz | Name                 | Nation           | Weite (m) | Wind (m/s) |
| ----- | -------------------- | ---------------- | --------- | ---------- |
| 1     | Emiel Mellaard       | Niederlande      | 7,90      | +0,9       |
| 2     | Giovanni Evangelisti | Italien          | 7,87      | +0,3       |
| 3     | Serhij Lajewskyj     | Sowjetunion      | 7,85      | +1,4       |
| 4     | Claude Morinière     | Frankreich       | 7,80      | +1,1       |
| 5     | Ivo Krsek            | Tschechoslowakei | 7,79      | +1,2       |
| 6     | Andrzej Klimaszewski | Polen            | 7,75      | +1,8       |
| 7     | Teddy Steinmayr      | Österreich       | 7,68      | +2,3       |
| 8     | Antonio Corgos       | Spanien          | 7,67      | +0,5       |
| 9     | Gyula Pálóczi        | Ungarn           | 7,49      | +1,4       |

### Gruppe B
| Platz | Name                 | Nation           | Weite (m) | Wind (m/s) |
| ----- | -------------------- | ---------------- | --------- | ---------- |
| 1     | Robert Emmijan       | Sowjetunion      | 8,24      | +1,9       |
| 2     | Stanisław Jaskułka   | Polen            | 7,85      | +1,5       |
| 3     | Norbert Brige        | Frankreich       | 7,81      | +1,9       |
| 4     | Dietmar Haaf         | BR Deutschland   | 7,74      | ±0,0       |
| 5     | Fabrizio Secchi      | Italien          | 7,73      | +1,1       |
| 6     | Zdenek Hanácek       | Tschechoslowakei | 7,70      | +1,0       |
| 7     | Atanas Tschotschew   | Bulgarien        | 7,59      | +0,8       |
| 8     | Michael Rodosthenous | Zypern           | 7,46      | +1,3       |
| 9     | Fred Salle           | Großbritannien   | 7,40      | +1,0       |

## Finale

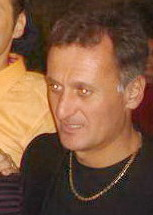
Europameister Robert Emmijan (hier im Jahr 2006) war gleichzeitig auch Inhaber des Europarekords
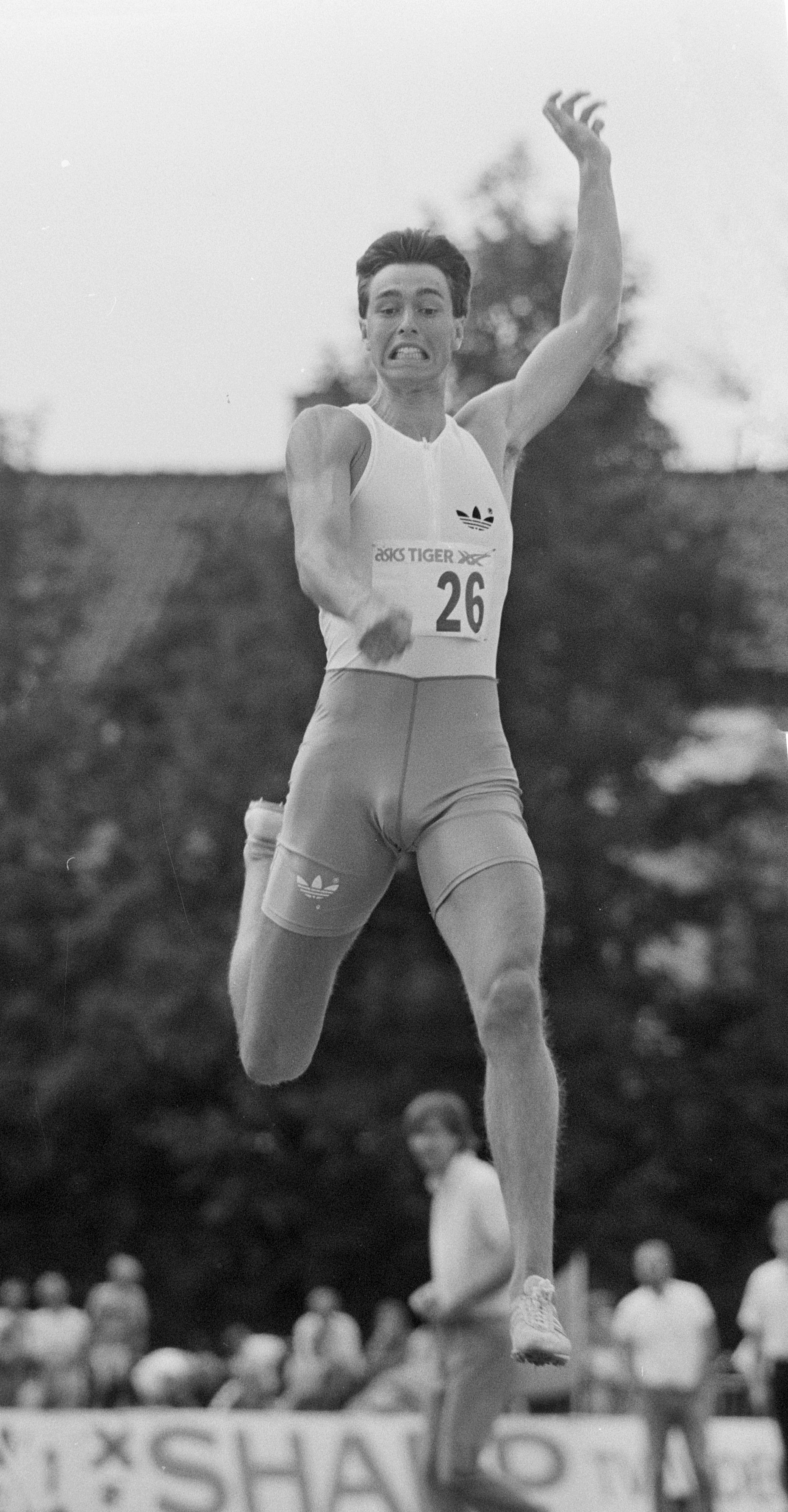
Emiel Mellaard kam auf den vierten Platz

29. August 1986, 19:00 Uhr
| Platz | Name                 | Nation           | Weite (m) | Wind (m/s) |
| ----- | -------------------- | ---------------- | --------- | ---------- |
| 1     | Robert Emmijan       | Sowjetunion      | 8,41 CR   | ±0,0       |
| 2     | Serhij Lajewskyj     | Sowjetunion      | 8,01000   | ±0,0       |
| 3     | Giovanni Evangelisti | Italien          | 7,92000   | +0,2       |
| 4     | Emiel Mellaard       | Niederlande      | 7,91000   | NWI        |
| 5     | Stanisław Jaskułka   | Polen            | 7,85000   | ±0,0       |
| 6     | Norbert Brige        | Frankreich       | 7,72000   | −0,3       |
| 7     | Ivo Krsek            | Tschechoslowakei | 7,69000   | ±0,0       |
| 8     | Zdenek Hanácek       | Tschechoslowakei | 7,59000   | +1,2       |
| 9     | Claude Morinière     | Frankreich       | 7,51000   | ±0,0       |
| 10    | Dietmar Haaf         | BR Deutschland   | 7,48000   | −1,1       |
| 11    | Andrzej Klimaszewski | Polen            | 7,39000   | −0,1       |
| 12    | Fabrizio Secchi      | Italien          | 7,35000   | −0,7       |

## Videolinks
- Robert Emmiyan 8.41 wins the long jump on 1986 European Athletics Championships, www.youtube.com, abgerufen am 15. Dezember 2022
- 439 European Track and Field 1986 Long Jump Men Giovanni Evangelisti, www.youtube.com, abgerufen am 15. Dezember 2022